# Agriades aquilonia
Agriades aquilonia är en fjärilsart som beskrevs av Wheeler 1903. Agriades aquilonia ingår i släktet Agriades och familjen juvelvingar. Inga underarter finns listade i Catalogue of Life.